# Stephens Lake
Stephens Lake är en sjö i Kanada.   Den ligger i provinsen Manitoba, i den sydöstra delen av landet, 2 000 km väster om huvudstaden Ottawa. Stephens Lake ligger 543 meter över havet.
Omgivningarna runt Stephens Lake är en mosaik av jordbruksmark och naturlig växtlighet. Trakten runt Stephens Lake är nära nog obefolkad, med mindre än två invånare per kvadratkilometer.